# Portrait de Hieronymus Holzschuher
Le Portrait de Hieronymus Holzschuher est une peinture à l'huile sur panneau de tilleul (48 × 36 cm) peinte par Albrecht Dürer, signée et datée de 1526. Elle est conservée à la Gemäldegalerie de Berlin. Elle porte l'inscription : HIERONIMOS HOLTZSHVER ANNO DO[MI]NI 1526 ETATIS SVE 57.
Hieronymus Holzschuher (1469 - 5 mai 1529) était un notable de Nuremberg, sénateur de la ville, marié à la fille de Hieronymus Münzer, Dorothea.
Dürer a peint ce tableau à Nuremberg la même année que le Portrait de Jakob Muffel et celui de Johann Kleberger. Les dimensions sont analogues à celles du portrait de Muffel, ce qui laisse supposer que les deux œuvres ont peut-être été exécutées pour être exposées ensemble lors d'une cérémonie officielle dans la cité.
Ce portrait est resté dans la famille Holzschuher jusqu'en 1884. 